# Il cantico
Il cantico è un romanzo fantasy del 1991 dello scrittore statunitense   R. A. Salvatore, ambientato nei Forgotten Realms, ambientazione per il gioco di ruolo Dungeons & Dragons.
Il romanzo è il primo della serie The Cleric Quintet di cui fanno parte anche Le ombre della foresta, Le maschere della notte, La fortezza caduta e La maledizione del caos.
Il romanzo narra di un giovane chierico e dei suoi compagni e delle loro peripezie per sconfiggere Barjin, un malvagio mago di Talona, che ha portato il caos nel tempio di Deneir.

## Trama
Il primo libro della serie ci presenta i personaggi che ci accompagneranno per tutti i libri. Cadderly il protagonista, chierico inventore innamorato di Danica, Kieran Rufo, spilungone codardo e mellifluo, Danica, la bella monaca, i fratelli Bouldershoulder, cuochi nani bizzarri della biblioteca, e tutti i componenti del Castello Trinità, gli antagonisti del libro guidati da Aballister, padre di Cadderly.
Aballister, guidato dal quasit Druzil, completa la pozione di Talona che porterà caos e distruzione. Aballister prova la pozione su Haverly, combattente suo alleato, il quale preso dalla follia sfida Ragnor e si fa uccidere da questo. Barjin, chierico alleato di Aballister, ma con questi in competizione per il controllo di Castello Trinità (quartier generale delle forze di Talona), decide di utilizzarla contro la biblioteca edificante, un tempio di Oghma e Deneir. Per rendere la pozione ancora più potente decide di farla aprire da un ragazzo dal cuore puro, rendendo quindi la missione ancor più diabolica. Barjin controllato strettamente da Druzil si infiltra nelle cripte della biblioteca e qui crea una truppa di non morti guidati da una mummia. Barjin controlla mentalmente Kieran rufo, un giovane ragazzo della biblioteca, rivale in amore di Cadderly.
È proprio Rufo ad attirare Cadderly nelle grinfie di Barjin. Cadderly charmato viene obbligato ad aprire la pozione. La biblioteca a questo punto cade nel caos. La potente pozione di Talona funziona perfettamente. Alcuni chierici, tra cui anche il preside Avery, iniziano a mangiare come porci fino a scoppiare, il decano Thobicus si immerge nello studio fino quasi morire, altri chierici iniziano a bere vino dalle cantine, la chierica di Sune, Histra, dà vita a orge con molti sacerdoti, i due cuochi nani iniziano ad affrontarsi con violenza inaudita, i druidi regrediscono allo stadio di belve, il preside Avery che si comporta gentilmente con Cadderly quando prima invece lo maltrattava. Solo Cadderly riesce a mantenere un minimo di lucidità e pian piano raggiunge la consapevolezza di ciò che è stato costretto a fare. Affronta Rufo provocandogli profonde ferite con i suoi chackram e raggiunge i cuochi della biblioteca, Pikel e Ivan. Non senza sforzi riesce a farli rinsavire e insieme i tre partono verso le cripte per scovare il male che è stato causa si questa follia.
Danica nel frattempo impazzita ha voluto tentare di spezzare la roccia con la testa, fallendo e procurandosi una profonda ferita. Nel frattempo un druido che si era allontanato dalla biblioteca, Newander, torna trovando i suoi amici Arcite e Cleo trasformati in bestie. Crede che questo sia un dono del suo dio e lui che è rimasto in forma umana si sente abbandonato. Incontra quindi Cadderly che gli fa recuperare la fiducia e gli chiede di prendersi cura della ferita Danica. I due nani e Cadderly scendono nelle cripte e qui affrontano Druzil e i non morti. Pikel viene ferito dal pungiglione di Druzil e cade a terra morto. Cadderly e Ivan arrivano sino la stanza di Barjin dove però il mago con la Mummia sembra avere la meglio. Nel frattempo Danica si riprende, torna consapevole ed insieme a Newander scende nelle cripte dove trovano il cadavere di Pikel. Danica, grazie alle proprie conoscenze, dissolve il veleno e riattiva il battito cardiaco.
I due raggiungono Cadderly e Newander, in un atto disperato, sacrifica la propria vita per distruggere Barjin, purtroppo senza successo. Aballister però osserva il combattimento attraverso un incantesimo di divinazione. Quando Ivan viene paralizzato e Cadderly sta per cadere contro Barjin, Aballister interviene, forse per salvare il figlio, forse per togliere di mezzo il suo rivale al castello, e rimuove la paralisi da Ivan. Barjin viene sconfitto e la pozione sigillata. Druzil torna dal suo padrone Aballister. Nonostante la sconfitta di Barjin, il castello trinità invia Ragnor, l'ogrillon, e un esercito di orchi verso la foresta di Shilmista.

## Edizioni
- R. A. Salvatore, Il cantico, Armenia, settembre 2000.